# Hermann Gipperich
Hermann Gipperich (* 29. November 1882 in Shanghai; † 22. November 1959 in Detmold) war ein deutscher Diplomat und Generalkonsul.

## Beruflicher Werdegang
Obwohl in China geboren, verbrachte Hermann Gipperich die Schulzeit in Deutschland. In Detmold besuchte er das Gymnasium Leopoldinium bis zur Sekundarreife. Daran schloss er ab 1898 eine kaufmännische Lehre in Tschifi/China an. Nach drei Jahren wechselte er in das väterliche Geschäft in Tientsien, wo er bis 1914 tätig war und weitere kaufmännische Erfahrungen sammelte.
Ende 1913 erhielt Hermann Gipperich eine Einberufung in den Auswärtigen Dienst, den er als Handelssachverständiger zum April 1914 am deutschen Konsulat in Tientsien antrat. Drei Jahre später musste er wegen des Abbruchs der diplomatischen Beziehungen zwischen China und dem Deutschen Kaiserreich zum März 1917 seinen Dienst liquidieren, da die Geschäftsstelle zwangsläufig geschlossen wurde. Von China aus wechselte er daraufhin in die Niederlande, wo er in der deutschen Gesandtschaft in Den Haag eine kommissarische Beschäftigung erhielt. Als nach dem Zusammenbruch des deutschen Kaiserreiches Ende 1918 auch das Auswärtige Amt neu strukturiert wurde, verblieb er weiterhin im dortigen Handelsbereich und erhielt ab Anfang 1920 eine Versetzung nach Berlin in die dort gebildete Abteilung X (Handel). Wegen seiner speziellen Erfahrung mit dem ostasiatischen Raum wurde Gipperich der Gruppe China zugeordnet. Noch im Sommer des gleichen Jahres legte er die obligatorischen konsularischen Prüfungen ab.
Im Auftrag dieser Abteilung unternahm Hermann Gipperich Anfang 1921 eine ausgedehnte Reise in das damals noch niederländische Kolonialgebiet von Indonesien. Während dieser Zeit berichtete er sehr ausführlich über die von ihm gesammelten Erfahrungen und Eindrücke an den Leiter der Ostasienabteilung Ministerialdirektor Hubert Knipping. Einer dieser Berichte vom 22. Februar 1921 beschäftigte sich vor allem mit den dort vorgefundenen Absatzmärkten sowie den Möglichkeiten, die dort sowieso angesiedelten Deutschen besser für die Handelsbeziehungen ins eigene Land nutzbar zu machen. Ab Sommer gleichen Jahres war Gipperich dann an der deutschen Gesandtschaft in Peking als Legationssekretär eingesetzt. Diese Tätigkeit übte er drei Jahre lang aus und übernahm von dort im Mai 1924 die Leitung des deutschen Konsulats in Tsianfu. Von hier wechselte er ein Jahr später an das Konsulat in Harbin, wo er bis Ende 1926 verblieb.
Daraufhin erhielt Gipperich im Folgejahr einen Ruf zur Beschäftigung im Ministerium nach Berlin. Eingesetzt wurde er in der Abteilung IV (Osteuropa, Skandinavien, Ostasien), kehrte aber bereits ab Sommer 1927 wieder zurück und bekam Verwendung im Generalkonsulat Shanghai. Diese währte bis September 1928, bevor er die Leitung des Konsulates in Hongkong übernahm. Von dort wechselte er im Sommer 1929 nach Tsinanfu und ab Mitte 1930 nach Harbin. Dort hatte er die Geschäfte bis November 1931 inne und kehrte nach sechs Monaten nach Berlin zurück. Erneut in der Abteilung IV eingesetzt, wechselte Gipperich 1933 zur Übernahme der Geschäfte wieder nach Hongkong. Während seiner Amtszeit trat er zum 1. Januar 1936 der NSDAP bei (Mitgliedsnummer 3.511.708) und hatte im selben Jahr den Auftrag zur Umwandlung der Geschäftsstelle in ein Generalkonsulat, dessen Führung er im Juni 1936 als Generalkonsul übertragen bekam.
Mit dem Beginn des Zweiten Weltkrieges erhielt er zuerst eine Versetzung an die deutsche Botschaft nach Peking, kurz darauf nach Shanghai, bis er im November 1939 die kommissarische Leitung der Dienststelle in Nanking übertragen bekam. Später rückte er als Generalkonsul in die Leitung des Generalkonsulats auf. Ab 1942 war sein Vorgesetzter der Botschafter Heinrich Georg Stahmer (1882–1978) und nach einem Jahr Amtszeit übernahm diesen Posten Ernst Woermann (1888–1979) bis Mai 1945. Mit der Zerschlagung des Dritten Reiches und seiner Strukturen wurde Hermann Gipprich in China interniert. Erst im Juni 1946 kehrte er nach Deutschland zurück und wurde bei Ankunft in dem Internierungslager Hohenasperg weiter in Gefangenschaft behalten.
In Detmold verstarb Gipperich Ende 1959.

## Familie
Hermanns Eltern waren der Kaufmann Emil Gipperich und seine Ehefrau Mary Ann, geborene Kirchner. Sein Vater betrieb ein Handelshaus in Tientsin. Der Sohn heiratete 1911 Agnes Hintze. Aus dieser Ehe gingen drei Kinder hervor.